# 上報
上報（アップメディア、Up Media）は、台湾の中国語オンラインメディア。
『上報』は2016年7月に開設された。現在、約40人の編集者と記者がいる。